# Espineta tímida
La espineta tímida (Hylacola cauta) és un ocell de la família dels acantízids (Acanthizidae).

## Hàbitat i distribució
Habita zones arbustives al bosc "mallee" i planures de sorra, des del sud d'Austràlia Occidental i cap a l'est, a través del sud d'Austràlia Meridional fins al sud-oest de Nova Gal·les del Sud i nord-oest de Victòria.